# ت ع م+13:45

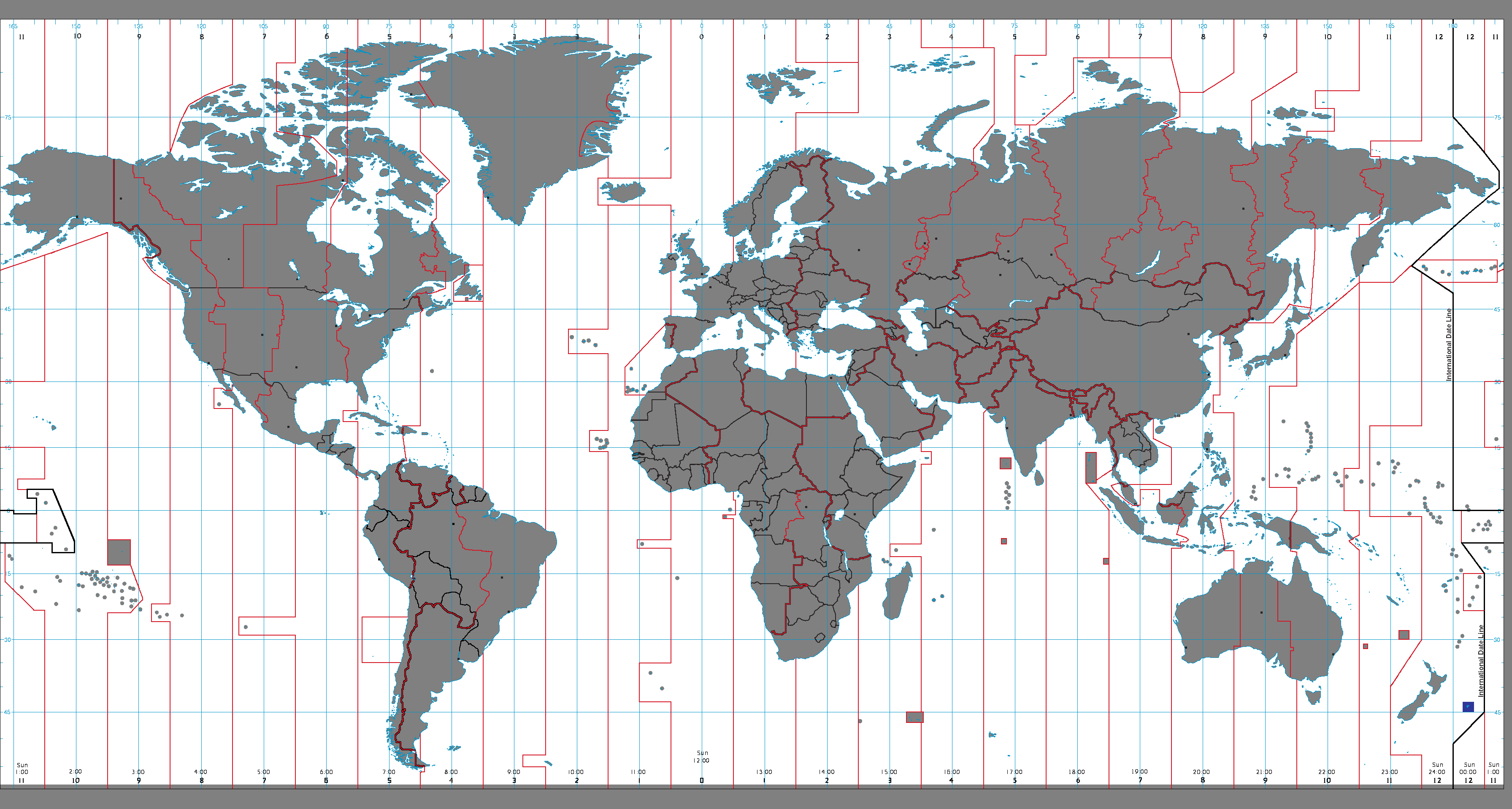
UTC+13:45: الأزرق (ديسمبر)، البرتقال (يونيو)، الأصفر (على مدار السنة)، الضوء الأزرق - المناطق البحرية

التوقيت العالمي المنسق +13:45 {بالإنجليزية:UTC+13:45} هو مقابلة الوقت المحلي للتوقيت العالمي المنسق، حيث يزيد فيه الوقت المحلي عن التوقيت العالمي بقدار 13 ساعة (+13) و45 دقيقة. ويتم استخدام هذا التوقيت في:
- نيوزيلندا - توقيت تشاثام الصيفي[1]
  - جزر تشاتام[2]